# Лактаты
Лакта́ты — класс химических соединений; соли и эфиры молочной кислоты. Являются продуктом клеточного метаболизма и частью углеводного обмена. Цикл Кори (также известный как глюкозо-лактатный цикл), представляет собой метаболический путь, при котором лактат, вырабатываемый в результате анаэробного гликолиза в мышцах, транспортируется в печень и превращается в глюкозу, которая затем возвращается в мышцы и циклически метаболизируется обратно в лактат. Расширенное описание включает метаболические пути глюконеогенеза, глутаминовую кислоту (Glu), части цитратного цикла и цикл мочевины.

## Применение
Лактат кальция добавляется в продукты как источник кальция. Лактат меди(II) — антисептик для древесины, канатов, тканей. Лактат ртути(II) — антисептик в медицине.
Лактат железа(II) — применяется при лечении хронической анемии, лейкемии и псевдолейкемии (вместе с мышьяком), хронических экзем, если они вызваны нарушением обмена веществ; применяется в комбинации с солями фосфора. Также — пищевая добавка Е585.

## Примеры
- Лактат марганца
- Лактат серебра
- Стеарил-2-лактат натрия